# キャンディマン (クリスティーナ・アギレラの曲)
「キャンディマン」(Candyman)は、アメリカ合衆国のシンガーソングライターのクリスティーナ・アギレラの楽曲。

## 概要
この曲は、5枚目のスタジオ・アルバム『バック・トゥ・ベーシックス』から3枚目のシングルとして発売された。
ミュージック・ビデオはマシュー・ロルストンとアギレラが共同で監督を務めた。
第50回グラミー賞「最優秀女性ポップ・ボーカル・パフォーマンス賞」にノミネートされた。
『glee/グリー』シーズン3の第4話「アイルランドから来た留学生」に使用され、ドラマの出演者がこの曲を歌唱した。

## 収録曲
CDシングル
1. Candyman – 3:14
2. Hurt (Snowflake Mix) – 4:09